# آندرانیک ترزیان
آندرانیک مارتیروسی ترزیان (به ارمنی: Անդրանիկ Մարտիրոսի Թերզյան) (زاده ۴ مه ۱۹۲۷ - درگذشته ۲۰ آوریل ۱۹۵۲)، شاعر، نویسنده ارمنی بود.

## زندگی‌نامه
آندرانیک ترزیان در سال ۱۹۲۷ میلادی در حلب، سوریه به دنیا آمد. در سال ۱۹۴۶ میلادی دوره کالج آمریکایی شهر حلب را به پایان برد و در همان سال به ارمنستان مهاجرت کرد. در سال‌های ۱۹۴۷ تا ۱۹۵۲ میلادی در دانشگاه ایروان به تحصیل پرداخت. هنوز تحصیلاتش را به پایان نرسانده بود که در ۲۰ آوریل ۱۹۵۲ در شهر ایروان در یک حادثه رانندگی کشته شد.

## شعری «ابرها»
| بر لبان بادها سوسن‌ها هستید           |  | ای ابرهای سرگردان! ابرهای تبعیدی!     |
| چه حسرت‌ها و اشک‌ها که در جان شماست…   |  | مسافرانی هستید بی خانمان و بی مقصد    |
| ای ابرها! در آرامش سپید شما          |  | جان بی گناه من به راه افتاد           |
| آه آیا همچنان پرسه می‌زند او بی فرجام |  | یا آنکه شبنمی شده در جائی آرامیده‌است؟ |

## شعر «پل»
| میان توفان‌های بی کرانه عشق       |  | قلب من پلی ست ویرانه            |
| اگر که، خواهرم! امشب آمدی        |  | مثل روزهای قدیم دوان باش!       |
| آرام بیا! آهسته بیا و مواظب باش! |  | از آن پل کهنه هیچ نمانده به جا… |